# Ex vivo
Ex vivo (en latin : « hors du vivant ») définit les tests biologiques mis en place en dehors de l'organisme. Elle caractérise les cultures cellulaires faites à partir de cellules extraites d'un organisme.

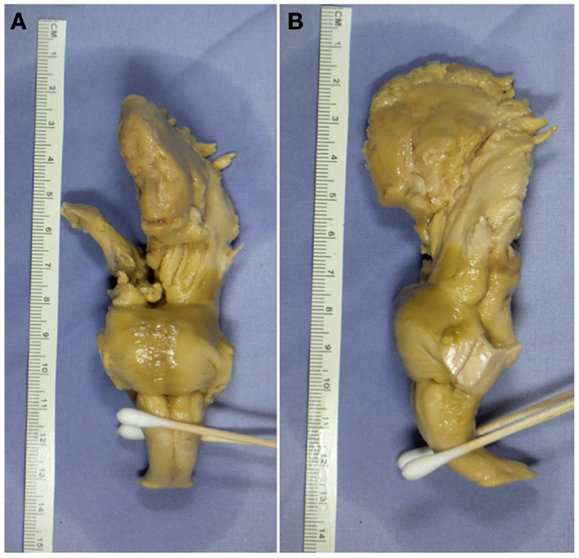
Échantillon de tissu du tronc cérébral ex vivo. (A) Vue coronale montrant la partie antérieure de l'échantillon de tissu. (B) Vue sagittale montrant le côté gauche de l'échantillon de tissu.

Elle fait aussi allusion à une technique d'implantation de gène dans le cadre de la thérapie génique. Celle-ci consiste à extraire les cellules concernées du patient, de les cultiver in vitro, de les traiter (suivant différents vecteurs) puis de les réinjecter au même patient, évitant ainsi tout risque de rejet.
Le premier avantage de l'utilisation ex vivo de tissus est la possibilité d'effectuer des tests ou des mesures qui ne pourraient être possibles ou éthiques sur des sujets vivants. Les tissus peuvent être prélevés de différentes façons, incluant, entre autres, le prélèvement d'organes entiers.
Exemples d'utilisation d'échantillon ex vivo :
- tests biologiques ;
- mesures de propriétés physiques, thermiques, électriques, mécaniques, optiques etc., spécialement dans des environnements variés qui ne peuvent être supportés par des organismes vivants (par exemple, des pressions ou températures extrêmes) ;
- modèles réalistes pour le développement de procédures chirurgicales ;
- recherches des interactions des différents types d'énergie au sein d'un tissu ;
- ou comme support dans le développement de techniques d'imagerie.

Le terme ex vivo est souvent différencié de celui d'in vitro car le tissu ou les cellules n'ont pas besoin d'être en culture ; ces deux termes ne sont pas nécessairement synonymes.
En biologie cellulaire, les procédures ex vivo impliquent souvent des cellules ou tissus vivants issus d'organismes et maintenus en laboratoire, généralement en conditions stériles sans modifications sur 24 heures. Les expérimentations durant sur un temps plus long utilisant des cellules ou des tissus vivants sont typiquement considérées comme étant in vitro. Une des études couramment réalisée ex vivo est le test de la membrane allantochorion de poulet (CAM assay pour chick chorioallantoic membrane assay). Dans ce test, l'angiogenèse est déclenchée sur la membrane CAM d'un embryon de poulet en dehors de l'organisme (poulet).